# 最大積載量
最大積載量（さいだい せきさいりょう、英: maximum payload , etc.）とは、物体をのせる（載せる、乗せる）ことを目的としたもの（機器、動物。人間が動かす物。）が、本来の機能を保ったままで負うことができる限界の重量、すなわち、積載量（搭載量）の上限である。
重量という語には物理量としては、2つの意味（質量の意味と力（荷重）の意味の2つ）があるが、ここでいう重量は「質量（mass）」の意味である（車両総重量#定義）。したがって、その計量単位は、キログラム（kg）またはトン（t）である。
「物体をのせることを目的としたもの」とは、「乗り物」あるいは「ビークル/ヴィークル」と呼ばれるもののこと。「乗り物」は「人が乗って移動するもの」および「人が乗って、あるいは、人を乗せて、その場で動かすもの」であり、「ビークル（英: vehicle）」は「運輸物」、すなわち「（有人と無人の区別なく、）人や物をのせて移動させるもの」を指す。

## 語
英語（事実上の国際共通語）では決まった表現というものがなく、様々な呼ばれ方をしている。通例となっている表現がある分野も存在するが、それすら確認できない分野もある。一方で、個々の分野で取り決められている規定に基づき、厳密に使い分けられている例もある。加えて、その機器の種類に応じて呼び方が違っている場合もある。日本語においても同様で、個々の分野ごと、場合によっては機器の種類に応じて、表現は異なる。また、当然ながら、その分野で国際的に通用している共通語に合わせた翻訳語を用いる例も多い。
英語における用例： （ ）丸括弧内は用いられている分野や種類、および、日本語における対訳語。
maximum payload （航空機、宇宙開発、ほか｜対訳語：最大ペイロード）. payload capacity .
maximum loading capacity （自動車、航空機、宇宙開発、ほか）. max capacity（自動車）. maximum loading weight .
carrying capacity （貨物船、ほか｜船舶における対訳語：最大載貨重量）.
deadweight（貨物船、ほか｜対訳語：最大載貨重量） - 単位は deadweight tonnage で、表示の仕方は DWT、D.W.T.、d.w.t.、dwt の3種類がある。
日本語における用例： （ ）丸括弧内は用いられている分野や種類。
最大積載量（自転車、リヤカー、人力車、車椅子、自動車、鉄道車両、船舶〈貨物船も含む〉、航空機、宇宙開発、飛翔体、台車、輸送コンテナ、ブランコ、メリーゴーラウンド、エレベーター、エスカレーター、ほか）
最大搭載量（航空機、宇宙開発、飛翔体、ほか）
最大ペイロード（航空機、宇宙開発、飛翔体、ほか）、ペイロード（航空機、宇宙開発、飛翔体、ほか）
飛行する物体に付きまとう物理的制限としては、風圧などの外部要因を加算した最大積載量を意味する「外部ペイロード（英: external payload）」もあるため、「最大ペイロード」と呼んだほうが正確であるが、日本語では単に「ペイロード」と呼ぶのが通例となっている。
最大載貨重量（貨物船、ほか） - 単位は載貨重量トン数 (deadweight tonnage) で、表示の仕方はDWT、載貨重量トン、トンなど。

## 道路車両
ここでは、道路を走行する車両における、積載量や最大積載量などについて解説する。
登録車は自動車検査証（車検証）に記載されている。車検証のない小型特殊車や新小型特殊車、原動機付自転車などは法令で定められている。また、構内専用自動車や台車、荷車は製造メーカーが安全を考慮して定めている。
トラックやバンなどの「貨物自動車」は、貨物を積載するための面積・空間を有する自動車であるが、その形状、大きさ、軸配置、車両の構造によって積める物品の質量に限りがある。おおよそ小型のトラックであれば軽量のものを、大型のトラックであれば重量のあるものを積むことができる。しかし、密度が積載物により異なるため大きな貨物であるから重いとは限らない。そのため運転免許制度や貨物車の自動車の区分では積載量による区分としている。
道路運送車両法施行（1951年〈昭和26年〉施行）以降の現在の日本の場合、保安基準による自動車の総重量の限度は、専ら軸距離と軸重によって定められている。車両の型式ごとに許容される車両総重量が決まっており、以下のとおりの計算式になる。
- 許容される車両総重量 ：（車両重量＋〈1人分の体重［日本では55キログラム］× 乗車定員数〉）= 最大積載量（49キログラム以下切り捨て[12]）

55キログラムというのは乗員1名の体重であり、そのように見做して計算するよう、一律に決められている。

### 最大積載量の表示
現代日本の場合、貨物自動車、または、特種用途自動車で物品を積載する空間を有する車両は、車体後部に最大積載量をキログラム（kg）又はトン(t)単位で表示しなければならない。車検における検査の対象である。そのための表示枠が車体に設けられている場合が多い。原則として表示内容は車両の後方より容易に読み取ることができれば、素材や表示方法は何であろうと問題はなく、極端な話、油性マーカーで車体に直接記入してもかまわない。ただ、当然ながら、読めない字や紛らわしい字ではいけないし、雨風で簡単に消えてしまうようなものではいけない。
ステッカーやマグネットシートを使って表示する例もあるが、こういったものは当局から認められているわけではない。しかし実際には、少なくとも2010年代・2020年代においては、そもそも話にならないはずの"取り外し自由な"マグネットシートが、選りに選って「取り外し自由」を売りにした商品として市販されている。剥がすことを想定していないステッカーはより安定した需要があり、なかには書体や色などに凝る場合もあり、小さいながらも"最大積載量ステッカーの市場"が形成されている。ステッカーやマグネットシートはMAXIMUM LOADING CAPACITY 〇〇〇kg などといったファッション性重視の英語表記の物も市販されており、日本語表示のステッカーの上に英語表記のマグネットシートを重ねて、普段の表示だけをマグネットシート式にしている例もある。

### 軽自動車
軽自動車（※現在のところ、日本にのみ存在する）の最大積載量は、構造や用途に関わらず350キログラムが上限とされている。

### 乗用車
乗用自動車（乗用車。ワゴン車を含む。）の場合、最大積載量という概念がない。したがって、車検における重量の規定もない。日本の車検証の場合、最大積載量の記入欄には「 ‾kg 」とオーバーラインが引かれており、これは空欄が適当であることを表している。
ただ、法の如何に関わらず、負える重さには自ずと上限がある。乗車定員の数が目安であり、最もシンプルな計算式は以下のとおりである。
- 1人分の見做し体重（日本では55キログラム）× 乗車定員数 = あるメーカー側が乗用車に推奨する、目安としての積載量の最大値

この場合、1人あたり55キログラムという計算で、定員2名なら3名分の重量、すなわち165キログラムが安全を担保できる上限ということになる。他方、車検証にも記載してある車両総重量と車体重量が目安になるという意見もあり、その場合の計算式は以下のとおりである。
- 車両総重量 － 車両重量 +（1人分の見做し体重〈日本では55キログラム〉× 乗車定員数） = 乗用車に推奨される、目安としての積載量の最大値[21]

しかし、当然ながらメーカーは設計に十分な余裕を持たせているため、実際にはそれ以上を積んでも機械的な支障がただちに発生するわけではない。そのため、多くのメーカーでは、1人あたり10キログラム、定員5名の車種であれば合計50キログラム程度までの手荷物の上乗せ分を想定している。日産自動車もそういったメーカーの一つで、一般的な乗用車の上限として以下の計算式を紹介している。
- （1人分の見做し体重〈日本では55キログラム〉× 乗車定員数）+ 手荷物程度の重量（10キログラム × 乗車定員数）= あるメーカー側が乗用車に推奨する、目安としての積載量の最大値

例えばこの場合、5人乗りの乗用車の最大値は［ (55 x 5) + (10 x 5) = 325 (kg) ］で、その車に2名だけ乗るのであれば［ 325 － (55 x 2) ＝ 215 (kg) ］と計算し、最大215キログラムまでなら手荷物を積み込んでかまわないということになる。
なお、法規制されておらず、上述のような計算式もあるとは言え、物理的制限については十分に考慮すべきである。乗用車はサスペンションのスプリングが柔らかいものが多く、そのため、過積載の悪影響を受けやすいという特徴がある。車体後部が目に見えて沈み込むほどに過積載した状態で走行すると、リヤ・サスペンションを始めとする足回りの破損に繋がるダメージの蓄積を避けることができない。また、走行中にタイヤのバーストなど不測の事態が起こりかねない。加えて、マフラーや排気管など足回り部品が路面に接触して破損するおそれもある。さらには、車体後部が沈み込むと前照灯がロービーム（すれ違い用前照灯）の状態のままで事実上のハイビーム（走行用前照灯）の位置になってしまうため、適切な範囲を照らせない、対向車の運転者に照明を当ててしまうなど、特に夜間には危険な走行条件になってしまう。
一方、寸法は厳格に定められている。横幅は車幅いっぱいまでであるが、前後の長さは車両全長の10分の1までなら飛び出ることを許容されている。高さについては、積んだ状態で接地点から最高点までの直線距離3.8メートル（軽自動車は2.5メートル）を上限としており、これを超える場合は、出発地の警察署長の許可が必要となる。

### 貨物車
貨物自動車及び特種用途自動車で物品を積載する空間を有する車両においては保安基準における車両総重量と軸重、輪重に適合しつつ、車両重量から減算した数値を適用する。
この場合においては例外があり、特殊車両通行許可を申請した新規格車(所謂25t車)においては総重量は最大25tまでとなり、最大積載量の数値をより稼ぐことができる。この際、新規格車であることを表す表示を車両前方の分かりやすい部分に貼り付ける義務がある
。
また、反対の事例として過積載において軸重の制限が平成29年4月より追加され、例えばユニックやトレーラーにおいて前荷で軸重の制限値を超える場合などは最大積載量未満の積載であっても軸重超過として検挙の対象となる場合がある。
物品積載装置としてタンク類を用いる自動車においてはタンクの容積に比重を乗じた数値を積載物品の重量として用いることができる。なおこの場合10kg未満は切り捨て。
またタンクローリーやミキサー車(アジテータトラック)などにおいて複数の油種を積載し、また水タンクを併架するなど性質の異なる積載物を運ぶ場合はそれぞれの物品名を記載する必要がある。

### 牽引自動車
牽引自動車においては道路運送車両の保安基準の細目を定める告示の別添96「連結車両の走行性能の技術基準」による適用となる。
この場合において、連結車両の走行性能は以下の各式のいずれにも適合を求められる。
Gcw≦ 164.51 × kW {121 ×PS} - 1900
Gcw≦ 4 ×Wd
この時、
- Gcw :連結車両総重量 [kg]
- PS :牽引自動車の原動機の最高出力 [PS]
- Wd :牽引自動車の駆動軸重 [kg]

である。
また、NR装置を取り付けた車両最高速度が60km毎時以下の牽引自動車で牽引される連結車両（被牽引車両が車両総重量50t以上のセミトレーラ及びポールトレーラーのものに限る）にあっては、上記式に依らず次の各式のいずれにも適合を求められる。
Gcw≦(263.77 × kW {194 × PS} -3040)× 50/Vmax
Gcw≦[0.9×Q×r]/ [R×(0.125+0.01)×9.80665]
この時、
- Vmax :牽引自動車の最高速度（1㎞毎時未満は切り捨て）[km/h]
- Q :牽引自動車の原動機の最大トルク [N-m]
- r :牽引自動車の最低変速段における全減速比
- R :牽引自動車の駆動輪の有効回転半径（動荷重半径が定められているものにあってはその値を用いる）

積載物品の質量が牽引車、被牽引車双方に分担されるため、連結総重量（GCW）と分担荷重による減算の上で最大積載量が設定される。また保安基準の緩和および特殊車両通行許可の申請により通行条件および制限を付与した上で運行速度を低速に制限することにより、最大積載量の数値をより大きく設定することができる。

### 最大積載量の算定
貨物自動車の最大積載量の算定については、元が指定自動車等である場合は当該の自動車と共通の車台を用いる標準車の最大積載量を越えない範囲内での指定となる。これに加え、道路運送車両の保安基準の細目を定める告示の別添95「自動車の性能の技術基準」及び別添96「連結車両の走行性能の技術基準」により行う。
また、構造変更により乗用車および乗合自動車から貨物車へ用途変更した場合においては前記の技術基準による最大積載量の算定に加え、指定自動車等においては諸元表による総重量および軸重の許容限度が明確な車両において、当該許容限度を超えない範囲内での指定となる。また指定自動車等以外の自動車においては、取り外した乗車設備分の定員数に55kgを乗じた重量を超えない範囲内での指定となる。
この場合において、積載設備としての容積と、車体の形状によりバックゲートを持つ場合は開口部の面積の規定がある。また最大積載量は50kg刻みの設定であり、最小値は100kgとなる。これを満たさない場合には貨物車としての登録はできない。
なお第五輪荷重においてもこれに準ずる取扱いとなる。またトレーラ側の最大積載量も算定方法は同一であるが、ポールトレーラーにおいては分担荷重として記載することもできる。

## 鉄道車両
ここでは、鉄道車両における、積載量や最大積載量などについて解説する。
鉄道車両においては走行する線区の線路等級と主に鉄道橋に掛かる列車の重量を考慮し、専ら車輪の軸重により最大積載量が制限される。
国内においては最大積載荷重として設定されており、二軸車で概ね10t～15t程度の設定となっており、大物車などでは多軸化により100tを超える最大積載荷重を確保している。
また日本国内においては貨車の最大積載荷重を一目で判断できるように記号で分類されており、荷重表示記号として車番の前にカナ文字にて表示されている。

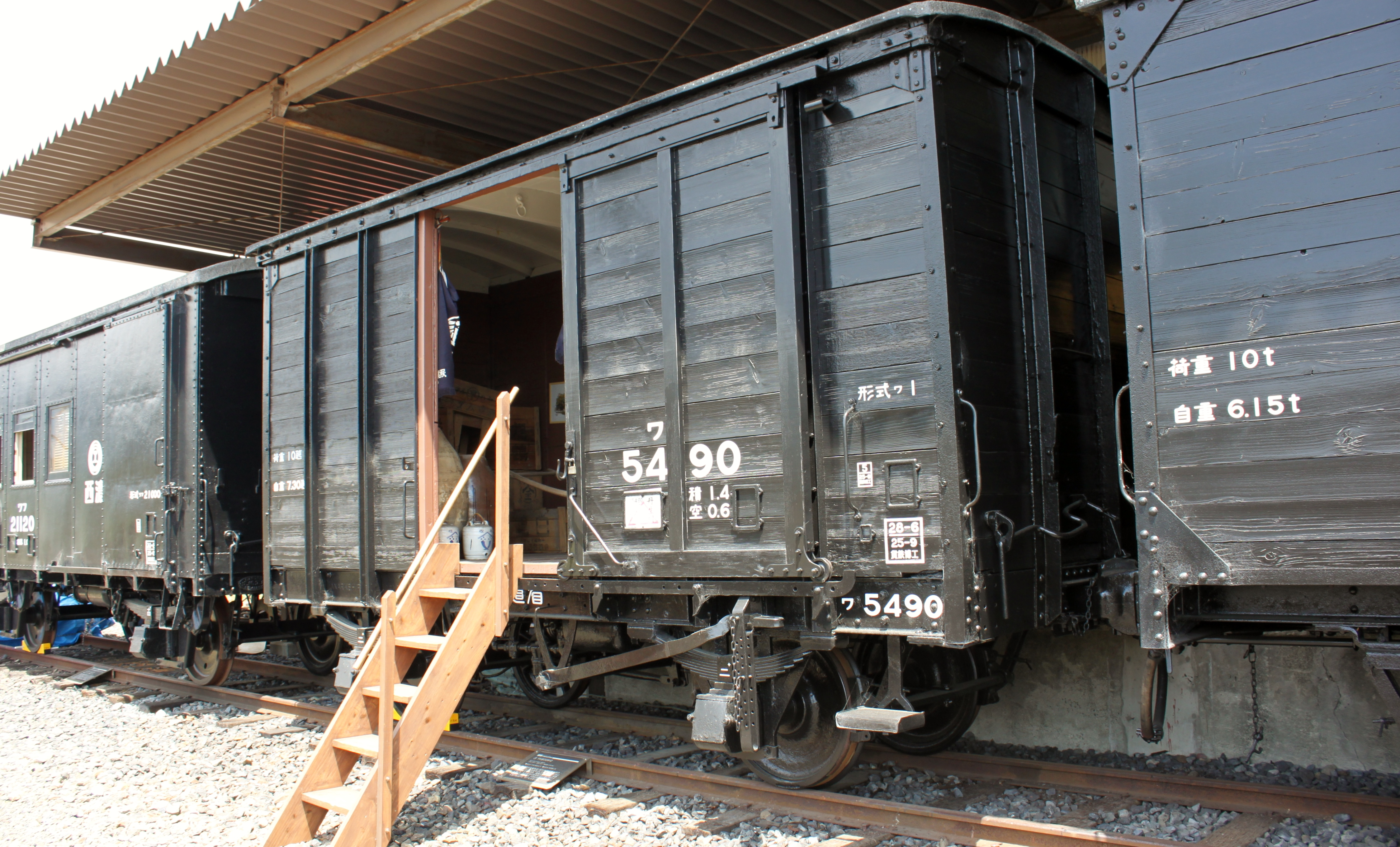
日本国有鉄道ワ1形ワ5490。最大積載荷重10t。
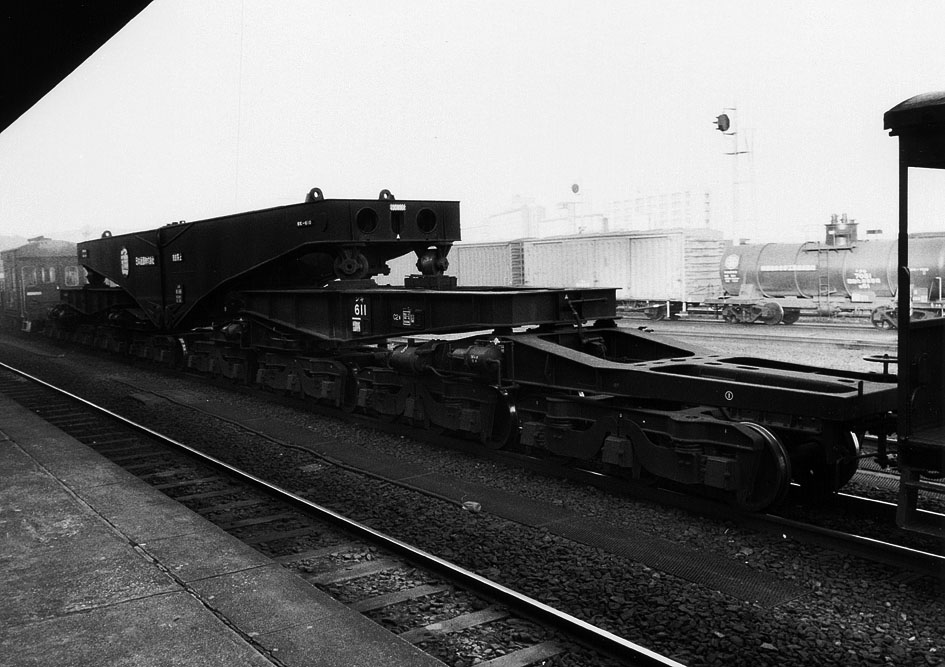
同国鉄シキ610形シキ611。最大積載荷重240t(B1梁)。
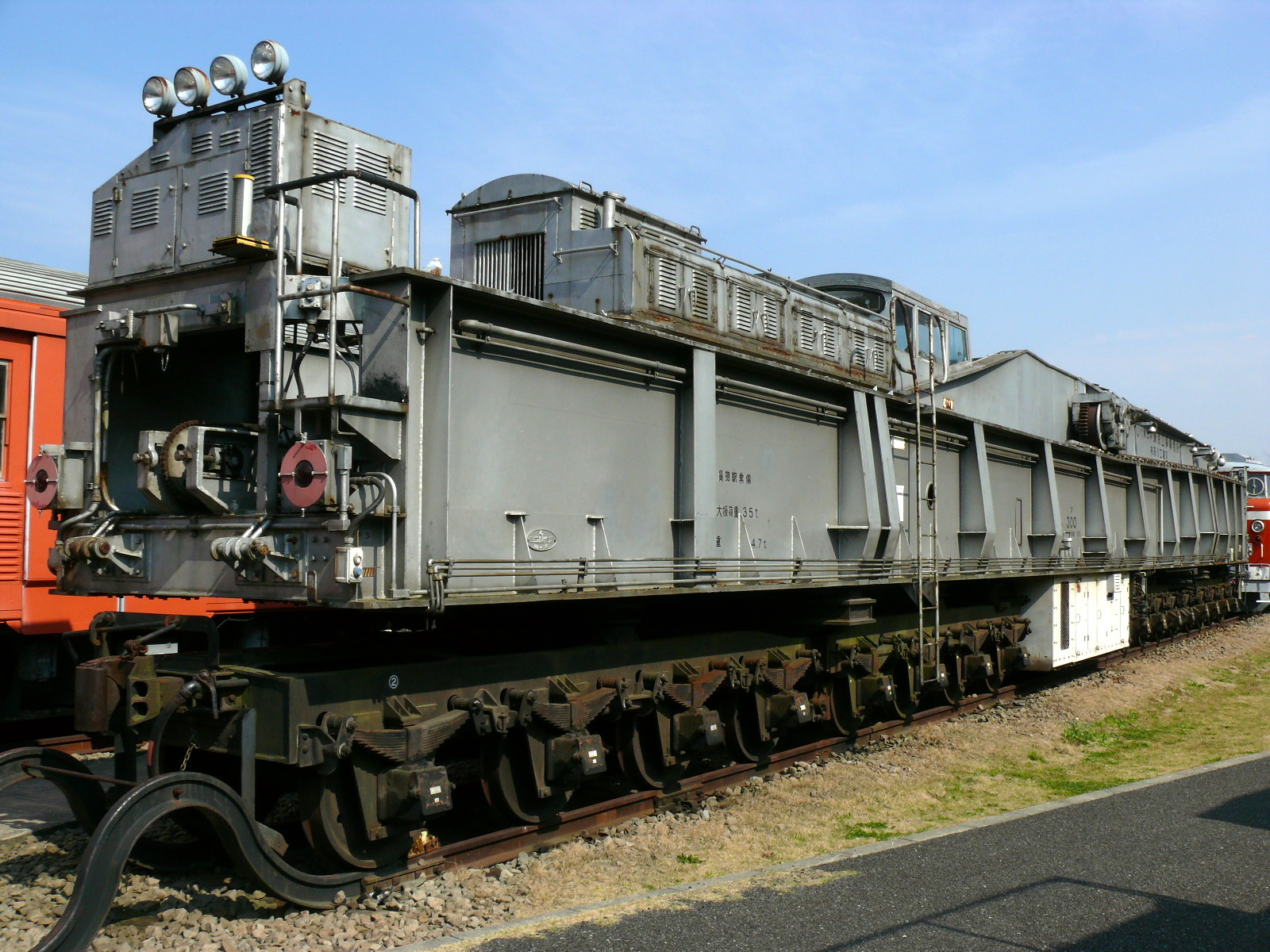
同国鉄ソ300形。大荷重を支えるため車軸数を増やしている。

## 船舶
ここでは、船舶における、積載量や最大積載量などについて解説する。
船舶においては載貨重量トン数(英語: Deadweight tonnage、DWT)が当てはまる。航空機におけるペイロード、最大搭載量と同じく、船舶自体の重量は含まないが貨物と燃料油脂類、乗員などの総重量を示す。このほか載貨容積トン数、ばら荷容積トン数、包装容積トン数などの区分がある。

## 航空機
ここでは、航空機における、積載量や最大積載量などについて解説する。

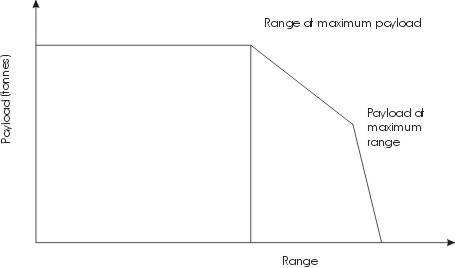
ペイロードと航続距離の関係を表した表。縦がペイロード量、横が航続距離

航空機における最大積載量は一般的にはペイロード、最大搭載量と呼ばれる。ペイロードは輸送される荷物の可搬量を指すことが多く、航続距離とは右図に表される相関を持つ。
航空機はその構造上、揚力を超える質量を運ぶことができない。特に離陸時の最大離陸重量は耐空証明で指定される運用限界上の数値かつ理論値であり、実際には気象、目的地までの距離等の諸条件により制限を受ける。
また最大離陸重量に満たない状態であっても、重量バランスは飛行特性に影響するため積載物の積載位置は重要である。これを軽視したことにより墜落事故も発生している（エア・ミッドウエスト5481便墜落事故、ファイン航空101便墜落事故など）。
旅客機においてはペイロードは旅客および手荷物、有償貨物、郵便物等を指し、貨物機においては専ら有償貨物を指す。また中間的な貨客混載機も存在し、軍用輸送機においては貨客混載機に近い使い方もできる。

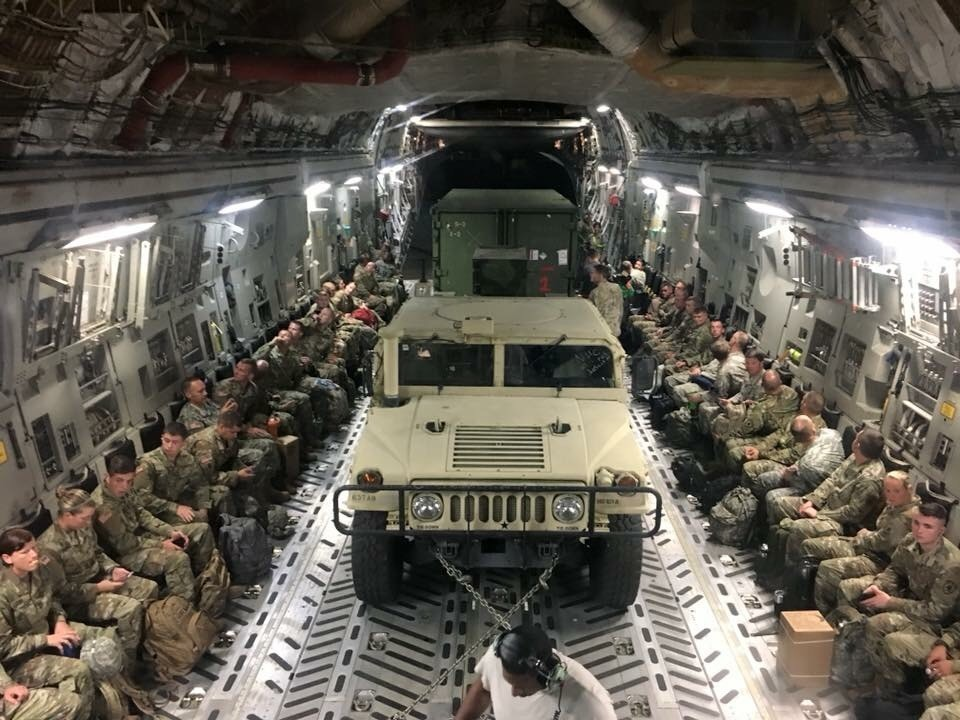
C-17輸送機に積載された車両と人員
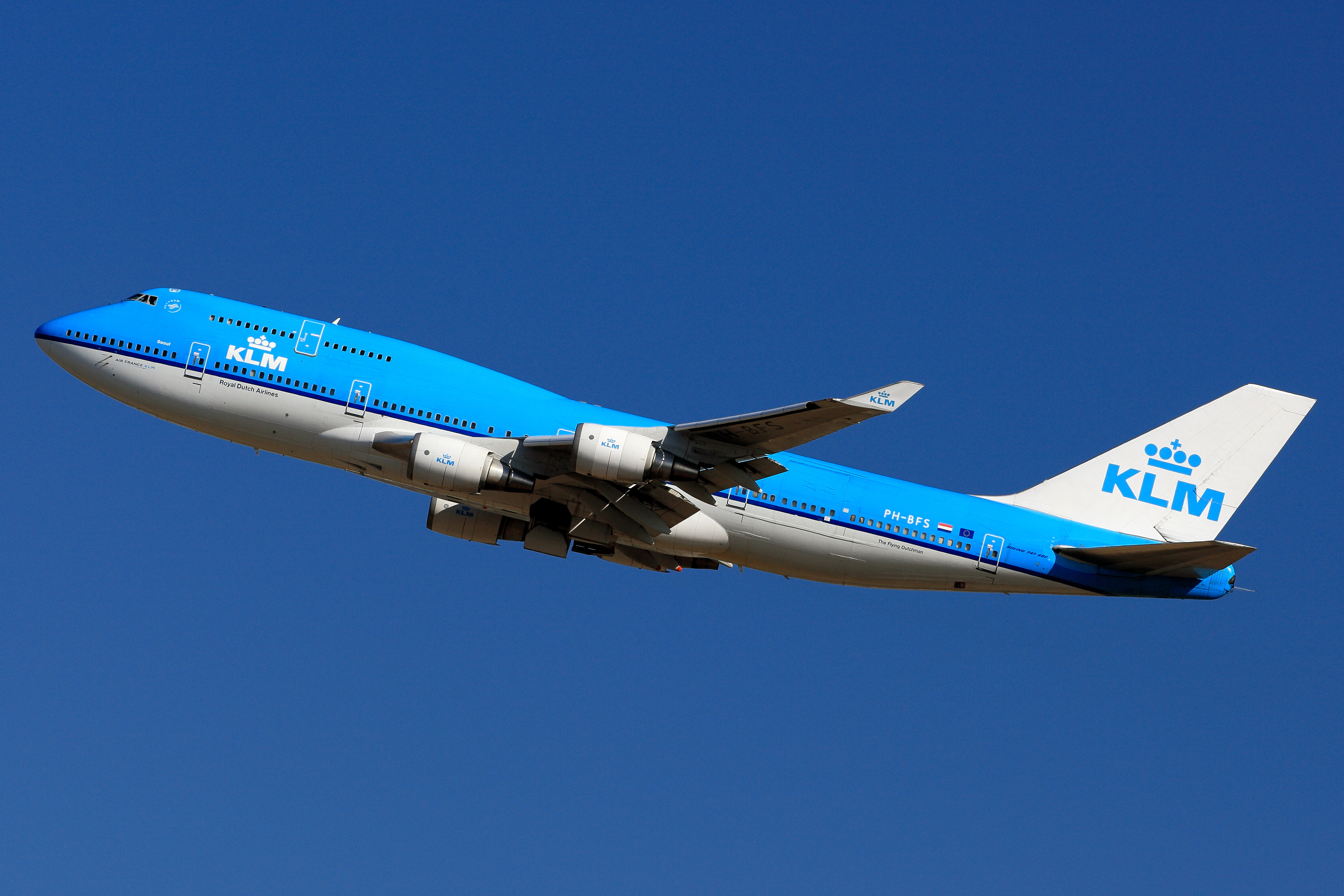
貨客混載機の例。KLMオランダ航空のボーイング747-400M

## 遊具
ここでは、遊具やアミューズメント施設における、積載量や最大積載量などについて解説する。

## 動物

### ウマ
ウマは、人類にとって最も古くから用いられてきた乗り物であり、彼らにもおのずと最大積載量がある。特別に頑丈な品種でない通常の品種では、400キログラム前後が上限と考えられている。
駄馬の重量制限
古来、日本では駅馬・伝馬の制度が整備され、人が乗ったり荷駄を運ばせたりするための「駄馬（だば、だうま）」が利用されていた。五街道などが整備された江戸時代には、駄馬を利用するに当たって馬の役目ごとに荷駄の重さが"おおよそながら"定められていた。江戸幕府の公用者や大名が使用できる宿駅の駄馬は「本馬（ほんま）」といい、荷駄は40貫目（150キログラム）まで載せることができた。また、「乗掛（のりかけ）」というのは、荷駄を馬の両脇に振り分けてその上に布団を敷いて人1人を乗せる利用法である。この場合、許される荷駄は約20貫目（75キログラム前後）であった。3つ目は「軽尻（からじり、かるじり）」で、宿駅に置かれた旅人専用の駄馬である。軽尻に人を乗せる場合は、手荷物を約5貫目（18.75キログラム）まで載せることができた。人を乗せない場合は20貫目くらいまで荷駄を負わせることが許された。しかし、別の史料では、荷駄のみであれば36貫目（135キログラム）くらいまで載せることができるとある。なお、上限は余裕を持って決められているため、追加料金を支払うことで少しくらいであれば無理を聞いてもらえたとのことである。
負担重量
なお、競走馬に関わる重さに「負担重量」があるが、これは積載能力の限界うんぬんとは全く関係のないものである。生き物として個体ごとの差異があるところを、競走の平等を旨に均一化する目的で、筋力に優れて速く走れる個体に課す重りの重さが「負担重量」であり、各個体の力を見極めて予想できる分量の重りを背負わせ、足の遅い別個体との競走で賭けが成立するレベルまで速さを抑え込むという発想に基づいている。

### ラクダ
ラクダの場合、自然な状態ではその背中は大量の荷物を載せられるほど丈夫ではない。しかし、身体構造に合わせた専用の鞍が早くから発達した。これにより、1頭当たりの積載量はおよそ200キログラム以上、最大で500キログラムもの荷物を背負わせることができ、1日に30～100キロメートルもの距離を運ばせることができるようになった。

## その他
ここでは、特にセクションを設けていないものにおける、積載量や最大積載量などについて解説する。